# 競選夥伴
《競選夥伴》（韓語：러닝메이트）為韓國OTT平台TVING於2025年6月19日上線公開的原創劇集。由《寄生上流》韓進元執導並兼任編劇，與洪智秀及吳道建合作打造。本劇亦為韓進元的導演處女作，入選第28屆釜山國際電影節“On Screen”單元並於電影節首映部分內容。

## 劇情簡介
該劇講述因意外事件而成為全校笑柄的盧世勳（尹賢秀飾），在學生會會長選舉中被提名為副會長候選人，並通過各種陰謀贏得選舉的青少年政治劇。

## 演員陣容

### 主要人物
- 尹賢秀 飾演 盧世勳：一年4班學生，因意外事件陷入困境的他，夢想成為學生會副會長，試圖扭轉自己的形象。[5]
- 李廷湜 飾演 郭相賢：擁有「地方人氣王」和「行走的人間精品」的綽號。[6]
- 洪華蓮 飾演 尹靜曦：性格挑剔的全校第一名，只會讀書、不善社交，但透過參加學生會選舉逐漸成長並改變。
- 崔宇成 飾演 梁元大：合唱團團長兼現任學生會副會長，是位模範生並且積極努力、具有出色領導能力，隨著選舉的進行，展現出野心和競爭精神。[7]
- 李奉俊 飾演 朴志訓：無論走到哪裡都引人注目的人氣王，與摯友盧世勳在競選中成為勁敵。[8]
- 金智優 飾演 河流庚：擁有出眾的才華、完美的外貌和開朗的性格的人物。[9]

### 其他人物
- 玉眞旭 飾演 南鏡能：一年4班學生，擔任梁元大的選舉策略。
- 尹道建 飾演 姜載沅：郭相賢的摯友。
- 李在伊 飾演 李賢盡：負責郭相賢的選舉文宣。[10]
- 李承憲 飾演 崔鍾洙：一年4班學生，參加競選活動的鍾洙對世勳來說就像是個惡棍，但他在過程中將面臨重大的變化。[11]
- 韓賢俊 飾演 金氣載：一年4班學生，擾亂選舉秩序的麻煩製造者。[12]
- 金泰熙 飾演 劉義遵：一年4班學生，獲選爲下一屆合唱團團長兼梁元大的應援隊長。
- 權韓率 飾演 趙寒星：一年4班的班長。
- 朴藝妮 飾演 白寅敬：目前就讀高三，白寅敬申請了美國大學的提前入學，曾擔任過學生副會長的精英。[13]
- 黄成彬 飾演 朱腕殖：郭相賢的應援隊長。[14]
- 朴根祿 飾演 申俊圭：負責學生會長選舉管理委員會的老師。[15]
- 姜敏智 飾演 朴美娜：振日藝術高中學生，郭相賢的朋友。
- 朴正宇 飾演 吳昊錫：郭相賢的朋友。

### 特別出演
- 韓智慧 飾演 國語老師
- 徐在熙 飾演 郭相賢的母親
- 崔大澈 飾演 郭相賢的父親
- 金南喜 飾演 攝影師
- 張雋輝 飾演 盧世勳的父親
- 金永大 飾演 目擊車禍事件的檢舉人[16]

## 播出
2025年2月26日，經媒體報導，本劇原定於3月6日首播，因日程安排問題而延後。TVING表示：“作為節目策略的一部分，我們計劃更改《競選夥伴》的上映日期。在不斷變化的行業競爭形勢下，我們將重新討論最佳播出時間並在決定後立即更新。”另，有觀點認為，延遲可能是出於當前國內政治局勢的考量。因為該劇是一部以選舉為背景的政治劇。憲法法院對尹錫悅總統的彈劾審判已完成最後辯論，只剩下最終判決，如果確認罷免並提前選舉第21任總統，時間將在5月13日左右。

### 海外播放平台
香港、新加坡、泰國等地區由Viu於2025年6月19日獨家上架。台灣由friDay影音於6月20日全8集上線。

## 外部連結
- 官方网站 
- Daum上《競選夥伴》的資料
- 互联网电影数据库（IMDb）上《競選夥伴》的资料（英文）